# Orchestrion (album)
Orchestrion från 2010 är ett musikalbum med gitarristen Pat Metheny. Orchestrion är mekaniskt självspelande akustiska instrument.

## Låtlista
All musik är skriven av Pat Metheny.
1. Orchestrion – 15:53
2. Entry Point – 10:28
3. Expansion – 8:38
4. Soul Search – 9:20
5. Spirit of the Air – 7:45

## Medverkande
- Pat Metheny – gitarr, orchestrion

## Mottagande
Skivan fick ett blandat mottagande när den kom ut med ett snitt på 3,6/5 baserat på tre recensioner.

## Listplaceringar
| Lista (2010)  | Topplacering |
| ------------- | ------------ |
| Grekland      | 16           |
| Nederländerna | 45           |
| Spanien       | 63           |
| Tyskland      | 64           |
| Frankrike     | 77           |
| Belgien       | 81           |
| Schweiz       | 83           |